# Linköpings Skäggetorps församling
Linköpings Skäggetorps församling är en församling i Linköpings stift inom Svenska kyrkan. Församlingen ingår i Linköpings domkyrkopastorat och ligger i Linköpings kommun i Östergötlands län.
Församlingskyrkan är Skäggetorps kyrka. 

## Administrativ historik
Församlingen tillkom 1989 som en utbrytning ur Linköpings domkyrkoförsamling.
Församlingen utgjorde ett eget pastorat till 2011 från vilken tid till 2014 församlingen var en annexförsamling i Linköpings domkyrkopastorat. Från 2014 ingår församlingen i Linköpings pastorat, 2015 namnändrat till Linköpings domkyrkopastorat.